# Wakhan
Il Wakhan, detto anche Wakkan o Vacan (persiano e pashtun: واخان, tagico: Вахон), è una zona estremamente montagnosa ed aspra del Pamir e del Karakorum afgani. Una parte è situata nel distretto di Wakhan, nella provincia afgana di Badakhshan.

## Geografia

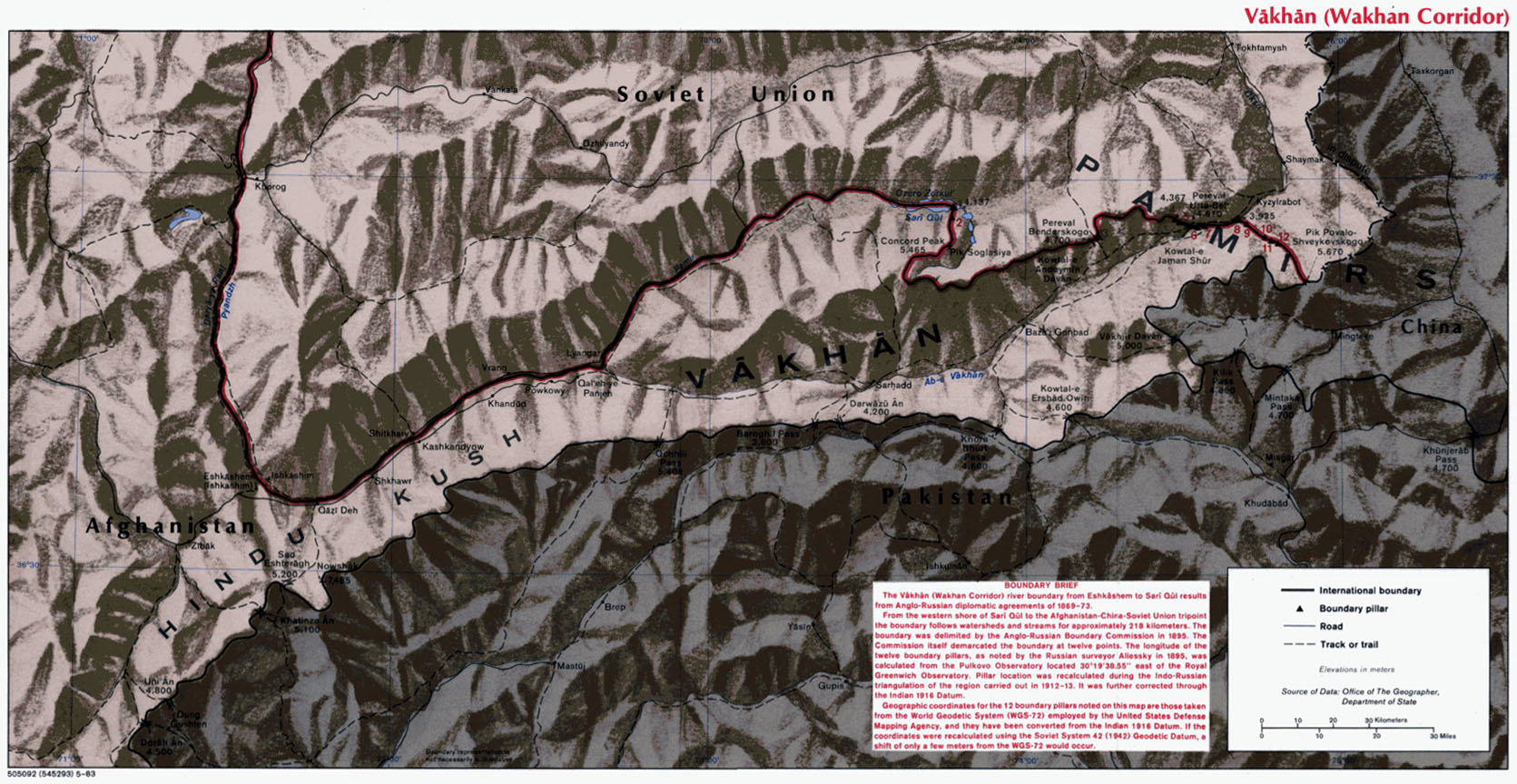
Corridoio del Wakhan

Il Wakhan si trova nel nord-est dell'Afghanistan e negli immediati dintorni. Contiene buona parte del bacino del fiume Amu Darya (Oxus), ed era un antico corridoio per i viaggiatori che si spostavano dal bacino del Tarim a Badakhshan. 
Storicamente il Wakhan includeva l'intera valle del fiume Pamir e l'alto corso del Pjandž noto come fiume Wakhan. Nel 1895 i fiumi rappresentarono il confine tra Russia ed Afghanistan, e per questo il loro nome viene generalmente usato per fare riferimento al distretto afgano.
L'unica strada che passa dal Wakhan è un sentiero sterrato che da Ishkashim attraversa Qila-e Panja per giungere a Sarhad-e Broghil. Alcuni sentieri conducono dalla fine della strada al passo del Vachir.

### Corridoio del Wakhan
Il Wakhan è legato alla Contea autonoma tagica di Tashkurgan, situata in Cina, attraverso una lunga e stretta striscia di terra chiamata Corridoio del Wakhan, che separa la Provincia Autonoma di Gorno-Badachšan in Tagikistan dalla Provincia della Frontiera del Nord Ovest e dai Territori del Nord (Pakistan) del Pakistan.

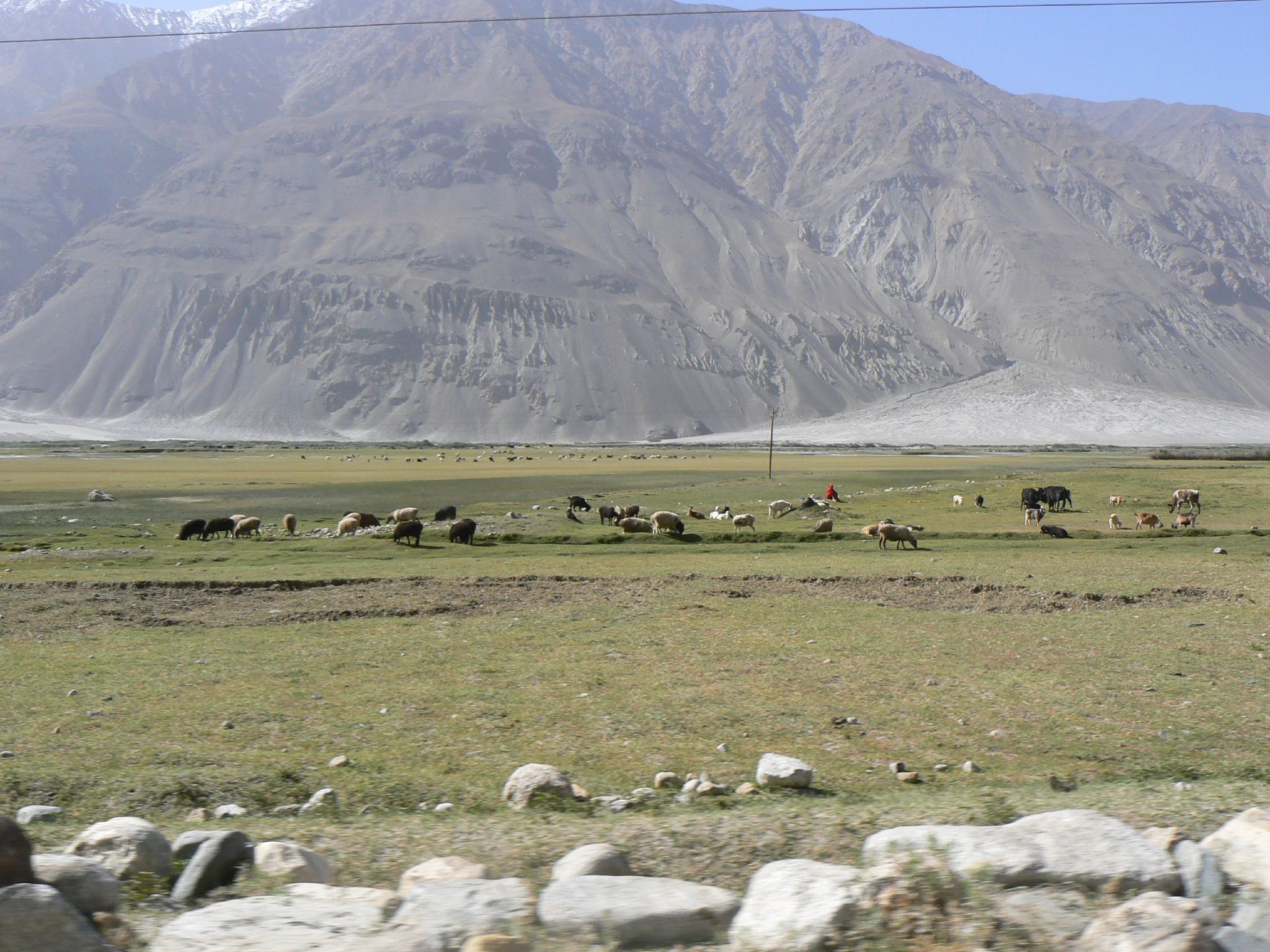
Wakhan tra Pakistan e Tagikistan

Il fiume Pamir nasce dal lago Zorkul e forma il confine settentrionale del corridoio. Il fiume Wakhan scorre per tutto il corridoio da est a Qila-e Panja, dove si unisce al Pamir per diventare il Panj, che da questo punto diventa il nuovo confine.
A sud il corridoio confina con le alte montagne dell'Hindu Kush, attraversate dal passo Broghol, dal passo Irshad e dal passo Dilisang ormai in disuso tramite i quali si raggiunge il Pakistan.

## Storia
Storicamente il Wakhan è stato una regione importante per migliaia di anni, dato che si trova al punto di incontro dell'Asia centrale ed orientale. Prima dell'avvento dell'Islam la regione era contesa tra Tibet e Cina.
Il Wakhan occidentale (休密 Xiumi) fu conquistato all'inizio del I secolo da Kujula Kadphises, il primo "Grande Kushan", e fu uno dei cinque xihou o principati che formavano l'originario impero Kushan.
Gli attuali confini del Wakhan sono stati decisi nel 1895 con un trattato tra Russia e Regno Unito, che lottarono per il controllo dell'Asia centrale per circa un secolo. In quello che fu chiamato il Grande gioco (termine coniato dalla spia dell'esercito britannico Arthur Conolly del 6º Cavalleria Leggera Nativa del Bengala), i due stati avevano inviato spie nella regione, non poche delle quali furono catturate e decapitate. Conolly stesso fu ucciso a Bokhara nel 1842. Alla fine Inghilterra e Russia accettarono di usare questa zona come cuscinetto, ed il Wakhan avrebbe quindi garantito che i confini dell'Impero russo non avrebbero mai toccato il bordo del Raj Britannico.
Solo un pugno di occidentali sono famosi per aver viaggiato lungo il corridoio di Wakhan dopo Marco Polo, che lo fece nel 1271, nonostante fossero organizzate sporadiche spedizioni europee nella seconda metà del XIX secolo ed all'inizio del XX secolo. 
Nel 1949, mentre Mao Tse-tung terminava la conquista comunista della Cina, i confini furono chiusi, interrompendo così una rotta carovaniera antica di 2000 anni e trasformando il corridoio in un cul-de-sac. Quando i sovietici invasero l'Afghanistan nel dicembre 1979, occuparono il Wakhan scavando un percorso per i camion nel corridoio. Oggi quest'area è tornata ad essere quella che è stata per buona parte della sua storia, una zona dove si pratica la pastorizia che ospita circa 7000 Wakhi e Tagiki, distribuiti in 40 piccoli villaggi e campi. I contrabbandieri d'oppio utilizzano spesso il Wakhan, viaggiando di notte.

## Demografia
Il Wakhan è scarsamente popolato. Molti abitanti parlano vakhi o wakhi (x̌ik zik), ed appartengono al gruppo etnico noto come Vakhi o Wakhi. I pastori nomadi Chirghisi vivono a grandi altitudini. Anche i Wakhi abitano aree adiacenti al Wakhan in Tagikistan, Pakistan e Cina. La maggior parte della popolazione professa la fede sciita Ismaili, ed è una delle regioni più pacifiche dell'Afghanistan.